# Jan Pol

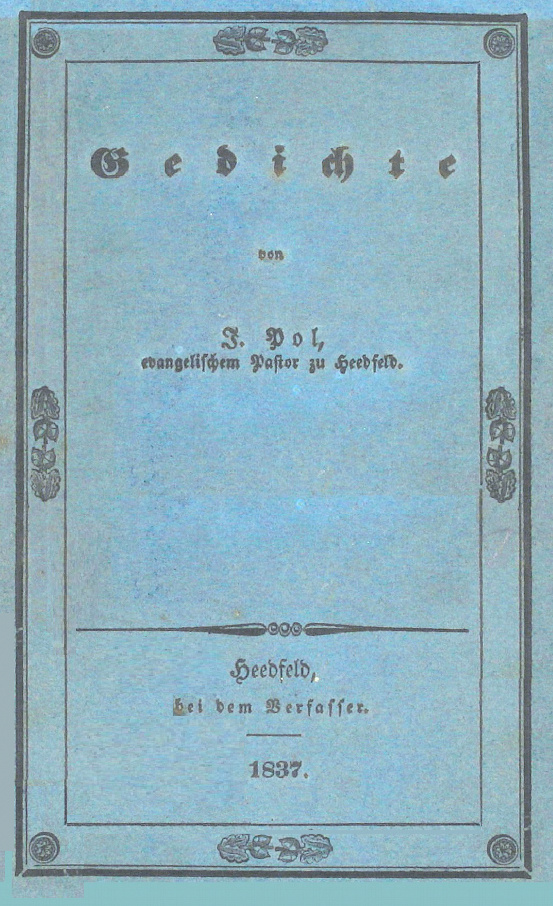
Umschlag des Buches Gedichte, 1837

Jan Pol (* 5. Februar 1807 in Borne/Provinz Overijssel in den Niederlanden; † 6. August 1838 in Heedfeld) war ein evangelisch-lutherischer Pfarrer, Herausgeber und Lieddichter. Er wurde als Sohn von Jan Pol geboren, der nur wenige Monate nach der Geburt des Sohnes starb. Seine Mutter war die Tochter des 1819 verstorbenen Pfarrers Johann Heinrich Bernhard Natorp (* 1740).

## Werdegang
Pol besuchte die Bürgerschule in Herdecke, später die Schulen in Soest und Düsseldorf und anschließend die Universität in Bonn, wo er von 1827 bis 1830 Theologie studierte.
Nach einer kurzen Zeit als Hauslehrer übernahm er im Jahr 1832 das Pfarramt von Heedfeld (heute ein Ortsteil von Schalksmühle in Nordrhein-Westfalen). Mit seinem Amtskollegen Ludwig Josephson aus Iserlohn (1809–1877) gab er die Evangelischen Zeugnisse – ein Periodikum mit Predigten – heraus. Bei seinem frühen Tod mit 31 Jahren hinterließ er neben seiner Witwe fünf Kinder.

## Werk
Zehn seiner geistlichen Lieder finden sich in Anthologien; eine Sammlung seiner Gedichte erschien im Jahr 1837 in Heedfeld.

### Geistliche Lieder
- Ach, wann wirst du wiederkommen
- Aus dem Morgenland zu reisen
- Bin ich in mir krank und wund
- Bleibe ruhig, ich muss stürmen
- Der Heiland kommt mit Freuden
- Der Herr ist mein Hirt, wer zählet die Herde
- Der Tag erwacht, die Nebel ziehn
- Du bist, o Gott, das Leben und das Licht
- Er kommt, der Welterretter
- Fallt nieder, jauchzt dem Vater alle
- Frühling blühet und verblühet
- Gott hat den Tag vorbeigeführt
- Herr Gott, du Helfer Israels
- Herr, ich danke dir von Herzen
- Holde Lebenssonne
- Ihr Christen, wachet auf zum Streit
- Jesu, wie hast du gelitten
- König, der für mich gestritten
- Nun hebt die Stimmen froh empor
- Nun mach dich auf und werde Licht
- Nur eine Sonne scheint der Welt
- O seht, sie nahn, die fern in Nächten
- O, dass mein Herz dir immer schlüge
- Schon bricht das Eis der Frühlingswind
- Träge bricht herauf der Tag
- Und wollt ich schweigen
- Vater, lass mich nicht allein
- Was singt ihr doch vom Lieben
- Wende deine Tritte
- Wenn auf Felsen, so kahl und schroff
- Wer misst die Wasser mit der Faust
- Wie die Tage verrauschen
- Wie durch Marias Mutterherz
- Wir stehn am Weg nach Kanaan